# Kirkland (Arizona)
Pour les articles homonymes, voir Kirkland.
Kirkland est une communauté non-incorporée située dans le centre du comté de Yavapai dans l'État de l'Arizona aux États-Unis. Bien que Kirkland ne soit pas incorporé, il y a un bureau de poste ayant le code postal 86332.

## Annexe